# Tunel Vrmac
Tunel Vrmac je cestovni tunel na jugu Crne Gore. Dug je 1.637 metara te prolazi ispod planine Vrmac čime se eliminira potreba da se ide starim putem preko planine. Tunel povezuje Kotor s Jadranskom magistralom i ostatkom Crne Gore.
Sam tunel je bio napola izgrađen 1991. godine zbog nedostatka financijskih sredstava za njegovo dovršenje. 2004. su započeli radovi na njegovom završetku i dovođenju europskih standarda. Građavinski posao je dodijeljen austrijskog tvrtci Strabag a cijeli projekt je dovršen 2007. Danas je tunel opremljen sa suvremenim osvjetljenjem, ventilacijom i sustavima sigurnosti.

## Vanjske poveznice
- Structurae.de